# Avortement forcé

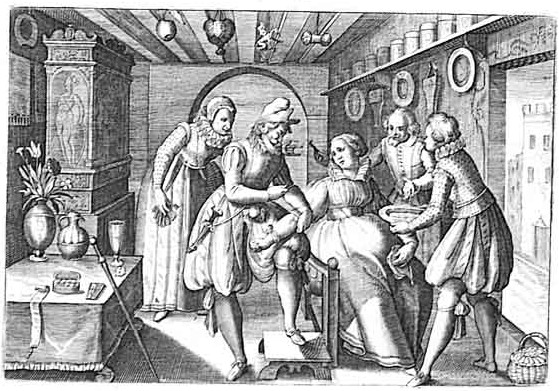
Dessin montrant une scène d'avortement forcé

L'avortement forcé est l'exécution intentionnelle d'un avortement sans avoir obtenu, au préalable, le consentement libre et éclairé de la mère. Dénoncé par plusieurs instances comme une atteinte aux droits de l'homme, cet acte est notamment infligé à des femmes qui vivent avec un handicap ou avec le virus de l'immunodéficience humaine ainsi que celles issues de la communauté LGBT ou de minorités ethniques. L'avortement forcé est pratiqué dans plusieurs pays. Il s'agit d'une variante de coercition reproductive.

## Législations
La Convention du Conseil de l'Europe sur la prévention et la lutte contre la violence à l'égard des femmes et la violence domestique (Convention d’Istanbul), dans l'article 39, énonce :

« Article 39 – Avortement et stérilisation forcés

Les Parties prennent les mesures législatives ou autres nécessaires pour ériger en infractions pénales, lorsqu’ils sont commis intentionnellement :

a. le fait de pratiquer un avortement chez une femme sans son accord préalable et éclairé;

b. le fait de pratiquer une intervention chirurgicale qui a pour objet ou pour effet de mettre fin à la capacité d’une femme de se reproduire naturellement sans son accord préalable et éclairé ou sans sa compréhension de la procédure. »

En 1995 à Beijing se tient la quatrième conférence mondiale sur les femmes, qui aboutit à la Déclaration et au Programme d’action de Beijing, adoptés à l'unanimité par 189 pays. Ce dispositif, aussi appelé « Déclaration et Plateforme d’action de Beijing sur l’autonomisation des femmes » reconnaît aux femmes certains droits fondamentaux, notamment ceux de « fonder une famille et d'avoir des enfants, le droit de décider du nombre et de l'espacement de leurs enfants, le droit à l'autonomie en matière de procréation... sur la base de leur consentement informé et volontaire ».
En 2011, l’assemblée parlementaire du Conseil de l’Europe présente la résolution no  1829 sur les avortements sexo-sélectifs, dont le paragraphe 5 précise que « la pression sociale et familiale exercée sur les femmes afin qu’elles ne poursuivent pas leur grossesse en raison du sexe de l’embryon/fœtus doit être considérée comme une forme de violence psychologique et que la pratique des avortements forcés doit être criminalisée ».

### Plaidoyer
Le Convention sur l'élimination de toutes les formes de discrimination à l'égard des femmes, dans sa recommandation générale no 35  sur la violence à l’égard des femmes fondée sur le genre, considère que :

« Les atteintes à la santé et aux droits des femmes en matière de sexualité et de procréation, telles que les stérilisations forcées, l’avortement forcé, la grossesse forcée, la criminalisation de l’avortement, le refus ou le report d’un avortement sans risque et des soins après avortement, la continuation forcée d’une grossesse, les sévices et mauvais traitements subis par les femmes et les filles qui cherchent des informations, des biens et des services en matière de santé sexuelle et procréative, sont des formes de violence fondée sur le genre qui, suivant les circonstances, peuvent être assimilées à de la torture ou à un traitement cruel, inhumain ou dégradant. »

## Victimes

### Profils
D'après l'Organisation mondiale de la santé (OMS) dans son rapport Reproductive, maternal, newborn and child health and human rights: A toolbox for examining laws, regulations and policies publié en 2014, les femmes qui appartiennent à des minorités ethniques, qui vivent avec le virus de l'immunodéficience humaine ou avec un handicap sont particulièrement sujettes aux avortements forcés, ce qui constitue une atteinte aux droits humains.

#### Femmes avec handicap
D'après Human Rights Watch, des femmes et des filles qui vivent avec un handicap sont victimes de stérilisation forcée et d'avortement forcé en raison d'un attitude discriminatoire quant à leurs aptitudes parentales.
D'après le Fonds des Nations Unies pour la population dans le document Promoting sexual and reproductive health for persons with disabilities, publié en 2009, de nombreuses personnes avec handicap subissent stérilisations contraintes, avortements forcés ou mariages forcés : les personnes avec handicap sont régulièrement lésées dans leurs droits reproductifs, y compris par la pratique d'avortements sans consentement. En 2012, la rapporteuse spéciale sur la violence contre les femmes, ses causes et ses conséquences évoque les nombreuses discriminations que subissent les femmes avec handicap et remarque : « les femmes handicapées... peuvent être stérilisées de force ou être contraintes de mettre fin à des grossesses désirées, sous le prétexte paternaliste que c’est « dans leur propre intérêt », et ce souvent avec l’approbation de leurs partenaires ou parents, des institutions ou de leurs tuteurs ».
En 2014, plusieurs ONG — Haut-Commissariat des Nations unies aux droits de l'homme, ONU Femmes, UNAIDS, Programme des Nations unies pour le développement, Fonds des Nations Unies pour la population, UNICEF et OMS —  publient une déclaration conjointe pour appeler à l'élimination des stérilisations forcées. Le comité pour les droits des personnes avec handicap invite les États à intervenir sur les législations et les procédures administratives afin d'interdire les stérilisations contraintes et les avortements forcés car il s'agit d'une atteinte au droit de fonder une famille et de la conserver, droit qui s'étend aux personnes avec handicap.

#### Femmes avec le VIH
D'après ONU Femmes, les femmes qui vivent avec le virus de l'immunodéficience humaine risquent davantage de subir des violences : dans 14 pays au moins, elles sont sujettes à la stérilisation forcée ou sans leur consentement, ainsi qu'à des avortements forcés. Cette donnée émane d'ONUSIDA dans son rapport de 2014, The Gap Report : des cas sont recensés au Bangladesh, au Cambodge, au Chili, en République Dominicaine, en Inde, en Indonésie, au Kenya, au Mexique, en Namibie, au Népal, en Afrique du Sud, au Venezuela, au Viêt Nam et en Zambie, entre autres. En février 2020, l'ONUSIDA dénonce « les stérilisations et avortements forcés de femmes vivant avec le VIH qui sont trop souvent pratiqués à travers le monde ».

#### Personnes LGBT
D'après l'Organisation mondiale de la santé dans son rapport Sexual health, human rights and the law publié en 2015, de nombreuses personnes de la communauté LGBT sont victimes de maltraitances médicales, dont la stérilisation forcée et l'avortement forcé.

#### Cas du Troisième Reich
Lorsque le Troisième Reich occupait une part importante de l'Europe, des femmes polonaises et soviétiques étaient envoyées en Allemagne pour le travail forcé. De nombreuses victimes étaient enceintes, or les décideurs nazis estimaient que ces grossesses étaient « racialement indésirables ». Par conséquent, le régime a instauré des mesures d'avortement systématique contre ces prisonnières.

## Pays où ont été ou sont pratiqués des avortements forcés

### Chine
Il existe en Chine des avortements forcés corrélés à la politique de l'enfant unique mais ces pratiques ne correspondent pas à une directive officielle. Ce sont les initiatives de gouverneurs locaux sous la pression du gouvernement central.
En 2012, l'avortement forcé a notamment frappé Feng Jianmei, enceinte de 7 mois, car elle n'avait pas réglé l'amende pour infraction à la politique de l'enfant unique, ; les réseaux sociaux ont largement relayé cette affaire. Le militant Chen Guangcheng s'attaque (entre autres) à ces abus.

#### Ouïghours
Dans le cadre du génocide des Ouïghours, plusieurs témoignages de réfugiés ouïghours relatent des avortements forcés sous la pression des autorités chinoises dans la région du Xinjiang. D'autres minorités sont aussi visées. En juin 2020, « une campagne massive de stérilisations et d'avortements forcés est menée dans les centres de détention comme à l'extérieur, visant à limiter drastiquement les naissances » des Ouïghours.

### Colombie
D'après Le Devoir en 2016, les FARC ont commis des crimes sexuels ; un rapport du parquet, publié en juillet, « dénonce la politique de contraception obligatoire et d'avortements forcés pratiquée par l'organisation ». En 2015, la police espagnole annonce l'arrestation d'un homme qui a mené plus de 500 avortements forcés sur les femmes des FARC.

### Corée du Nord
Les infanticides et avortements forcés sont une punition infligée dans les camps de détention Nord-Coréens, où le gouvernement a interdit les grossesses depuis les années 1980. Lorsque des migrants nord-coréens franchissent illégalement la frontière pour passer en Chine, le gouvernement chinois les renvoie en Corée du Nord, où ils sont emprisonnés. De nombreux évadés affirment que les avortements forcés et les infanticides sont monnaie courante en détention,,, information également corroborée en 2020 par le Haut-Commissariat des Nations unies aux droits de l'homme. La majorité des prisonniers détenus en Chine sont des femmes qui, une fois rapatriées en Corée du Nord, subissent des avortements forcés ; cette mesure vise à éviter les métissages.

### France

#### La Réunion
En 1970 éclate le scandale des stérilisations et des avortements sans consentement infligés à des femmes réunionnaises par plusieurs médecins de la clinique de Saint-Benoît, appartenant au docteur David Moreau. Le contexte était celui d'une propagande antinataliste sur l'Île de La Réunion ; à l'époque, l'avortement était encore criminalisé en France et les médecins invoquaient donc des motifs fallacieux pour obtenir les remboursements de la sécurité sociale. Des milliers de femmes sont victimes de ces opérations non consenties qui ont lieu depuis le début des années 1960,.